# Ермаков, Василий Петрович
Васи́лий Петро́вич Ермако́в (27 февраля [11 марта] 1845, Терюха, Могилёвская губерния — 16 марта 1922, Киев) — российский математик и механик, член-корреспондент Петербургской академии наук (1884), с 1899 года заслуженный профессор.

## Биография
Родился 27 февраля (11 марта) 1845 года в селе Терюха Могилёвской губернии. Его отец, Пётр Иванович Ермаков, по происхождению крестьянин, сначала был писарем в имении Паскевича, а позже — учителем в местной церковно-приходской школе. Старший брат Михаил впоследствии работал врачом в Одессе, а младший Пётр преподавал математику в первой киевской гимназии, а затем в коллегии Павла Галагана.
Обучение начал в церковно-приходской школе у своего отца, затем обучался в гомельской и черниговской (1858—1864) гимназиях. В 1864 году поступил в Киевский университет Святого Владимира, получил звание действительного студента, а позже — степень кандидата за студенческую работу, посвященную кватернионам. Профессора Михаил Георгиевич Ващенко-Захарченко и Павел Эмилиевич Ромер обратились к руководству физико-математического факультета с просьбой оставить Ермакова на два года при университете для подготовки к профессорскому званию.

## Основные труды и достижения
В 1870 году открыл новый признак сходимости числовых рядов, превосходящий все прочие признаки своей чувствительностью. Эта работа опубликована в статьях: «Общая теория сходимости рядов» («Математический Сборник», 1870 г. и «Bullet. des sciences mathém. et astronom.», 2-me série, t. III), «Новый признак сходимости и расходимости бесконечных знакопеременных рядов» («Университетские Известия университета св. Владимира» за 1872 г.).
- 1871: Получил командировку за границу с ученой целью, в том же году напечатал «Общую теорию равновесия и колебания упругих тел» («Университетские Известия университета св. Владимира»)
- 1872: Статья «Ueber die Cylinderfunctionen», в V т. «Mathemat. Annalen»
- 1873: Диссертация «Общая теория интегрирования линейных дифференциальных уравнений высших порядков частными производными и проч.», которую защищал на степень магистра в 1874 г. в Санкт-Петербургском университете. В том же году избран в доценты Киевского университета.
- Степень доктора получил в 1877 г., за диссертацию «Интегрирование дифференциальных уравнений механики».

Преподавая в университете интегрирование дифференциальных уравнений и теорию вероятностей, напечатал в «Университетских известиях» лекции по этим предметам в 1879, 1880 и 1881 гг. и также в 1881 г. «Теорию двойно-периодических функций».
В 1879 г. был избран экстраординарным, а впоследствии утверждён ординарным профессором. Дальнейшие труды его:
- «Замена переменных, как способ разыскания интегрирующего множителя» («Сообщ. харьковского математического общества», т. I, 1881)
- «Нелинейные дифференциальные уравнения с частными производными первого порядка со многими переменными и канонические уравнения» (лекции, «Университетские известия университета св. Владимира», 1884)
- «Теория векторов» (1887)
- «Линейные дифференциальные уравнения с частными производными 1-го порядка» («Сообщ. харьковского математического общества», т. I, 2-й серии, 1889)
- В 1884—1886 гг. издавал «Журнал элементарной математики».
- 1889 — один из организаторов Киевского физико-математического общества.
- «Геодезические линии» («Математический Сборник», т. XV, 1890)
- «Определение силовой функции по данным интегралам» («Математический Сборник», т. XV, 1890)
- «Полная теория наибольших и наименьших величин функций с одной переменной» («Сообщ. харьковского математического общества», т. III, 1891)
- «Принцип наименьшего действия в связи с преобразованием дифференциальных выражений 2-го порядка» («Университетские Известия», 1891)
- «Вариационное исчисление в новом изложении» («Математический Сборник», т. XVI, 1891)
- «Разложение функции, имеющей две особенные точки в ряд» («Математический Сборник», XVI, 1892) и многие др.

К началу XX века — ординарный профессор Киевского университета по кафедре чистой математики и член-корреспондент Санкт-Петербургской академии наук (1884). С 1899 года был профессором в Киевском политехническом институте.
Среди учеников — Борис Букреев, Владимир Вельмин, Антоний-Бонифаций Пшеборский и др.
Умер 16 марта 1922 года. Похоронен на Лукьяновском кладбище.

### Рекомендуемая литература
- Латышева К. Я. О работах В. П. Ермакова по теории обыкновенных дифференциальных уравнений // Украинский математический журнал. — 1955. — Т. 7. — № 2;
- Потапов В. С. Работа В. П. Ермакова по векторной алгебре. Из истории математики // Учёные записки Сталинградского гос. пед. ин-та. — 1953. — № 3.